# Debeikiai
Debeikiai är en ort i Litauen. Den ligger i den östra delen av landet, 100 km norr om huvudstaden Vilnius. Debeikiai ligger 119 meter över havet och antalet invånare är 452.
Terrängen runt Debeikiai är platt, och sluttar norrut. Runt Debeikiai är det glesbefolkat, med 20 invånare per kvadratkilometer. Närmaste större samhälle är Anyksciai, 14,9 km väster om Debeikiai. Trakten runt Debeikiai består till största delen av jordbruksmark.